# Shari Bossuyt
Shari Bossuyt (ur. 5 września 2000 w Kortrijk) – belgijska kolarka torowa i szosowa, mistrzyni świata w madisonie (2022).

## Kariera
Pierwsze medale w karierze zdobyła w 2015 roku, kiedy zwyciężyła w sprincie, keirinie, wyścigu na 500 m, wyścigu punktowym, scratchu i omnium na mistrzostwach Belgii juniorów. W tym samym roku zwyciężyła też w indywidualnej jeździe na czas juniorów podczas mistrzostw kraju. Na rozgrywanych trzy lata później mistrzostwach świata juniorów w Aigle była trzecia w wyścigu punktowym, a podczas mistrzostw Europy juniorów w Aigle zajmowała drugie miejsce w scratchu, wyścigu eliminacyjnym i omnium. W 2019 roku zdobyła brązowy medal w wyścigu punktowym na mistrzostwach Europy U-23 w Gandawie, a w latach 2020-2021 w tej samej konkurencji była druga. Na mistrzostwach świata w Yvelines w 2022 roku w parze z Lotte Kopecky wywalczyła złoty medal w madisonie. Zdobywała także srebrne medale w wyścigu punktowym podczas mistrzostw Europy w Grenchen (2021) i mistrzostw Europy w Grenchen (2023).